# Alessandro Longhi (calciatore)
Alessandro Longhi (Desenzano del Garda, 25 giugno 1989) è un calciatore italiano, difensore del Carpenedolo.

## Carriera
Cresciuto nelle giovanili del Chievo, ha iniziato la carriera nel FeralpiSalò, giocando quattro campionati in Serie D e ottenendo la promozione in Serie C2 nel 2009. Debutta così fra i professionisti nel 2009-2010, giocando 31 partite e segnando un gol nella stagione regolare conclusasi poi coi play-off promozione.
Nel 2010-2011 gioca 27 partite in Serie B con la Triestina, mantenendo la categoria anche nell'annata successiva, quando veste la maglia del Sassuolo. Il 20 giugno 2012 ChievoVerona e Sassuolo si accordano per il rinnovo della compartecipazione.
Il 18 maggio 2013 vince il campionato di Serie B e conquista la promozione in Serie A con la squadra emiliana guidata da Eusebio Di Francesco. Debutta nella massima serie il 25 settembre 2013 nella partita Napoli-Sassuolo (1-1). Il 26 marzo 2014 realizza la sua prima rete in massima serie contro la Sampdoria.
Il 1º luglio 2016 rimane svincolato e dieci giorni più tardi firma con il Pisa, squadra neopromossa in Serie B. Con i toscani colleziona 37 presenze, senza mai segnare: in campionato i neroazzurri dopo un buon inizio calano progressivamente fino a finire retrocessi in Serie C a poche giornate dal termine.
Il 23 agosto 2017 viene ceduto a titolo definitivo al Brescia in Serie B e, per la prima volta in carriera, ha l'opportunità di vestire la maglia della squadra del capoluogo della sua provincia.
Dopo aver trascorso mezzo anno successivo a Padova, sempre in B, nell'ottobre 2019, dopo essere rimasto svincolato, accetta la proposta dell'Audace Cerignola in Serie D. L'anno successivo passa invece tra le file del Casarano Calcio.
Nel 2021 passa all'RG Ticino, club militante in Serie D

## Statistiche

### Presenze e reti nei club
Statistiche aggiornate al 30 giugno 2019.
| Stagione        | Squadra          | Campionato      | Campionato | Campionato | Coppe nazionali | Coppe nazionali | Coppe nazionali | Coppe continentali | Coppe continentali | Coppe continentali | Altre coppe | Altre coppe | Altre coppe | Totale | Totale |
| Stagione        | Squadra          | Comp            | Pres       | Reti       | Comp            | Pres            | Reti            | Comp               | Pres               | Reti               | Comp        | Pres        | Reti        | Pres   | Reti   |
| --------------- | ---------------- | --------------- | ---------- | ---------- | --------------- | --------------- | --------------- | ------------------ | ------------------ | ------------------ | ----------- | ----------- | ----------- | ------ | ------ |
| 2005-2006       | Salò             | D               | 1          | 0          | CI-D            | ?               | ?               | -                  | -                  | -                  | -           | -           | -           | 1      | 0      |
| 2006-2007       | Salò             | D               | 1          | 0          | CI-D            | ?               | ?               | -                  | -                  | -                  | -           | -           | -           | 1      | 0      |
| 2007-2008       | Salò             | D               | 26         | 2          | CI-D            | ?               | ?               | -                  | -                  | -                  | -           | -           | -           | 26     | 2      |
| 2008-2009       | Salò             | D               | 33         | 3          | CI-D            | ?               | ?               | -                  | -                  | -                  | -           | -           | -           | 33     | 3      |
| Totale Salò     | Totale Salò      | Totale Salò     | 61         | 5          |                 | ?               | ?               |                    | -                  | -                  |             | -           | -           | 61     | 5      |
| 2009-2010       | Feralpisalò      | 2D              | 31+2       | 1          | CI-LP           | 0               | 0               | -                  | -                  | -                  | -           | -           | -           | 33     | 1      |
| 2010-2011       | Triestina        | B               | 29         | 1          | CI              | 0               | 0               | -                  | -                  | -                  | -           | -           | -           | 29     | 1      |
| 2011-2012       | Sassuolo         | B               | 40+2       | 1          | CI              | 2               | 0               | -                  | -                  | -                  | -           | -           | -           | 44     | 1      |
| 2012-2013       | Sassuolo         | B               | 41         | 1          | CI              | 2               | 0               | -                  | -                  | -                  | -           | -           | -           | 43     | 1      |
| 2013-2014       | Sassuolo         | A               | 28         | 1          | CI              | 1               | 0               | -                  | -                  | -                  | -           | -           | -           | 29     | 1      |
| 2014-2015       | Sassuolo         | A               | 19         | 0          | CI              | 2               | 0               | -                  | -                  | -                  | -           | -           | -           | 21     | 0      |
| 2015-2016       | Sassuolo         | A               | 6          | 0          | CI              | 2               | 0               | -                  | -                  | -                  | -           | -           | -           | 8      | 0      |
| Totale Sassuolo | Totale Sassuolo  | Totale Sassuolo | 134+2      | 3          |                 | 9               | 0               |                    | -                  | -                  |             | -           | -           | 145    | 3      |
| 2016-2017       | Pisa             | B               | 37         | 0          | CI              | 2               | 0               | -                  | -                  | -                  | -           | -           | -           | 39     | 0      |
| ago. 2017       | Pisa             | C               | 0          | 0          | CI+CI-C         | 2+0             | 0               | -                  | -                  | -                  | -           | -           | -           | 2      | 0      |
| Totale Pisa     | Totale Pisa      | Totale Pisa     | 37         | 0          |                 | 4               | 0               |                    | -                  | -                  |             | -           | -           | 41     | 0      |
| ago. 2017-2018  | Brescia          | B               | 20         | 0          | CI              | 0               | 0               | -                  | -                  | -                  | -           | -           | -           | 20     | 0      |
| 2018-gen. 2019  | Brescia          | B               | 0          | 0          | CI              | 0               | 0               | -                  | -                  | -                  | -           | -           | -           | 0      | 0      |
| Totale Brescia  | Totale Brescia   | Totale Brescia  | 20         | 0          |                 | 0               | 0               |                    | -                  | -                  |             | -           | -           | 20     | 0      |
| gen.-giu. 2019  | Padova           | B               | 12         | 0          | CI              | -               | -               | -                  | -                  | -                  | -           | -           | -           | 12     | 0      |
| ott.2019-2020   | Audace Cerignola | D               | 0          | 0          | CID             | -               | -               | -                  | -                  | -                  | -           | -           | -           | 0      | 0      |
| Totale carriera | Totale carriera  | Totale carriera | 324+4      | 10         |                 | 13              | 0               |                    | -                  | -                  |             | -           | -           | 341    | 10     |

## Palmarès

### Club

#### Competizioni nazionali
- Campionato italiano di Serie B: 1

Sassuolo: 2012-2013